# Electroestimulación muscular
La electroestimulación muscular (EEM) o estimulación muscular eléctrica (EMS) o electroestimulación, es la forma de ejercitar usando impulsos eléctricos. Los impulsos se generan en un dispositivo que se aplica con electrodos en la piel próxima a los músculos que se pretenden estimular. Los impulsos imitan el potencial de acción proveniente del sistema nervioso central, causando la contracción muscular. Los electrodos generalmente se adhieren a la piel. La EEM es una forma de electroterapia o de entrenamiento muscular. Diversos autores la citan como una técnica complementaria para el entrenamiento deportivo, existiendo numerosos estudios publicados al respecto.

## Historia
En 1761, Luigi Galvani demostró que la corriente eléctrica puede activar los músculos.
Por el momento, muchos estudios en la esfera de fisiología han revelado los mecanismos por medio de los cuales la estimulación eléctrica causa la adaptación de células musculares, vasos sanguíneos y nervios.
La forma más famosa de estimulación eléctrica es el marcapasos, que estimula el músculo cardíaco.

## Alcance de aplicación
La electroestimulación muscular puede ser utilizada en el entrenamiento deportivo y como agente terapéutico. Debido al hecho de que los músculos más fuertes tienen la sección transversal más grande, el EEM se utiliza con fines cosméticos.

### Rehabilitación física
En medicina, EEM se utiliza en rehabilitación después de lesiones del aparato locomotor, en el caso de problemas con los músculos del suelo pélvico y para prevenir la atrofia muscular. Durante el entrenamiento terapéutico con EEM, la estimulación muscular (de los músculos como bíceps y tríceps) se usa para un objetivo de entrenamiento específico, por ejemplo, para mejorar la capacidad de alcanzar un objeto.

### Pérdida de peso
Los dispositivos EEM provocan una quema de calorías insignificante porque solamente se queman cantidades significativas de calorías cuando la mayor parte del cuerpo está involucrado en los ejercicio físicos. Sin embargo, las investigaciones muestran que las personas que tonifican sus músculos con estimulación eléctrica tienen más probabilidad de participar en actividades deportivas después.

### Efecto cosmético
Uno de los usos más recientes de EEM es estimulación de los músculos faciales. La EEM se realiza para fortalecer y tonificar algunos de los músculos faciales relajados, como las mejillas flácidas. Aunque existen técnicas de gimnasia facial que permiten realizar una variedad de ejercicios, el uso de estimulación eléctrica puede acelerar el proceso. La estimulación eléctrica se utiliza no solo para tonificar, sino también para relajar los músculos faciales, generalmente los músculos de la parte superior del rostro.

## Contraindicaciones
Se han descrito varios casos de rabdomiólisis tras sesiones de electroestimulación, tanto en personas entrenadas como en atletas. La rabdomiólisis es una enfermedad producida por la ruptura de las células musculares que provoca la liberación al torrente sanguíneo de diversas sustancias, entre ellas la creatina fosfoquinasa (CPK) y la mioglobina. Esta última se expulsa a través de la orina, lo que puede producir daño renal por su filtración y mioglobinuria. En un caso, un futbolista sometido a una sesión de electroestimulación llegó a valores de CPK de 240 000 U/L, cuando el nivel de referencia es 370 U/L, y a niveles de mioglobina de 6764 ng/mL, siendo el nivel de referencia 16-76 ng/mL. No se han descrito casos sobre personas no entrenadas o que inician un programa de actividad física aunque los efectos en ellas pueden ser incluso mayores.
Se recomienda controlar los valores de la CPK y el color de la orina después de las sesiones de electroestimulación. Si se sospechan síntomas de rabdomiólisis se debe abandonar la práctica deportiva y consultar un médico.

## Ventajas
La electroestimulación muscular si se realiza con los aparatos adecuados y siempre con la ayuda de un profesional, puede tener ventajas. Principalmente puede ayudar a la recuperación de lesiones, así como un incremento de la masa muscular.